# Peißenberg
Peißenberg è un comune tedesco di 12 315 abitanti, situato nel land della Baviera.

## Amministrazione

### Gemellaggi
- Saint-Brevin-les-Pins, dal 1986